# Mariahissen

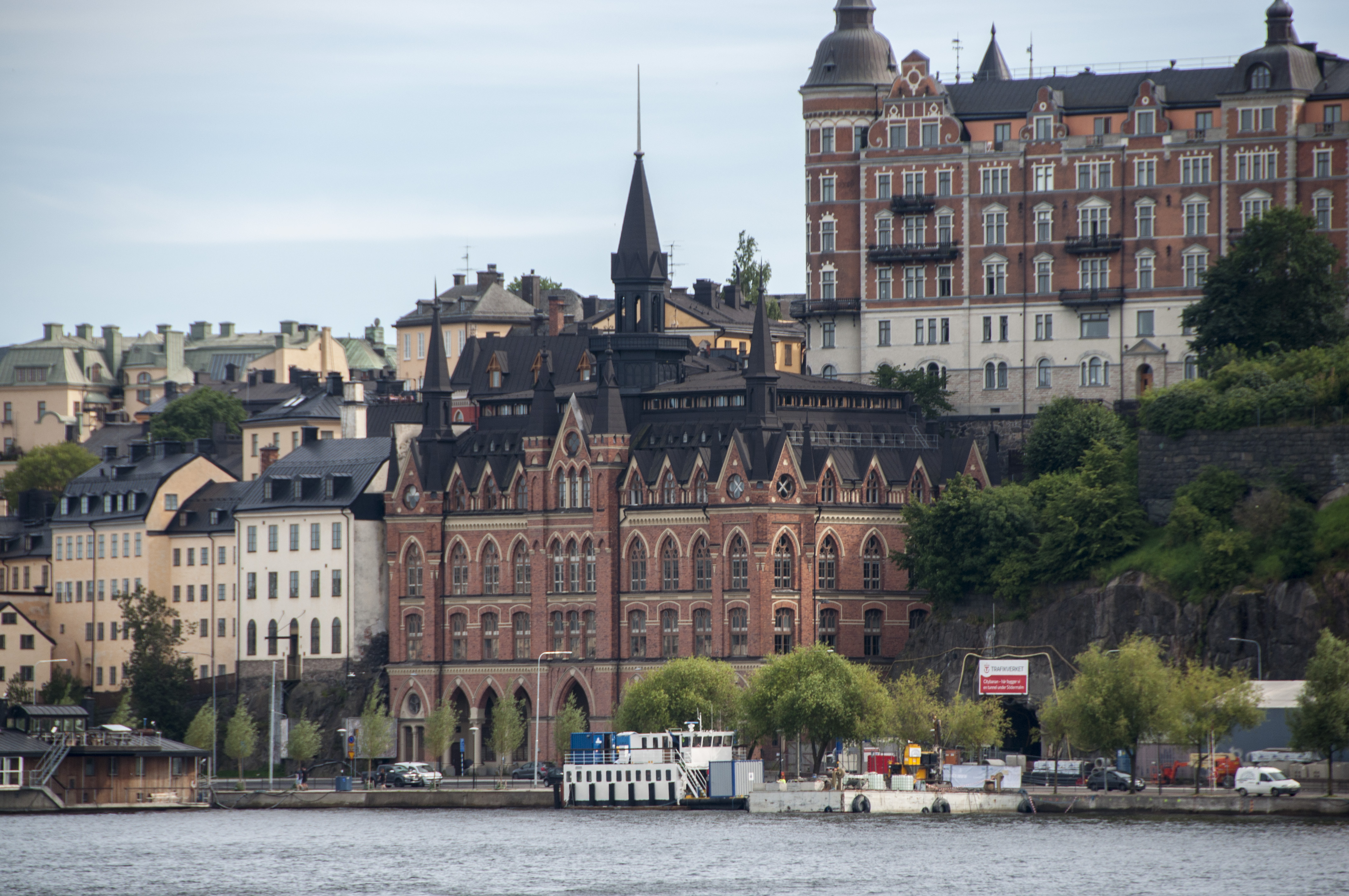
Mariahissen sedd från Riddarfjärden. Till vänster ansluter fastigheten Lappskon större 8. Byggnaden uppe på höjden är Laurinska huset.

Mariahissen är en byggnad i kvarteret Lappskon större och en numera nedlagd hiss vid Söder Mälarstrand 21 på Södermalm i Stockholm. Hissen klarade en höjdskillnad på 28 meter och förband Mariaberget med Riddarfjärdens södra strand. Byggnaden är blåklassad av Stadsmuseet i Stockholm, vilket innebär att bebyggelsen har "synnerligen höga kulturhistoriska värden" motsvarande fordringarna för byggnadsminnen. Byggnaden ägs och förvaltas av kommunägda AB Stadsholmen.

## Historik

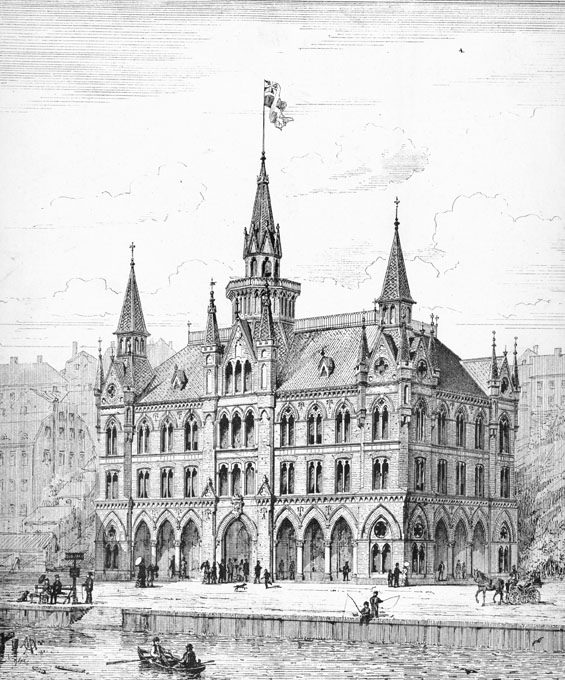
Ritning av OA Mankell 1884.

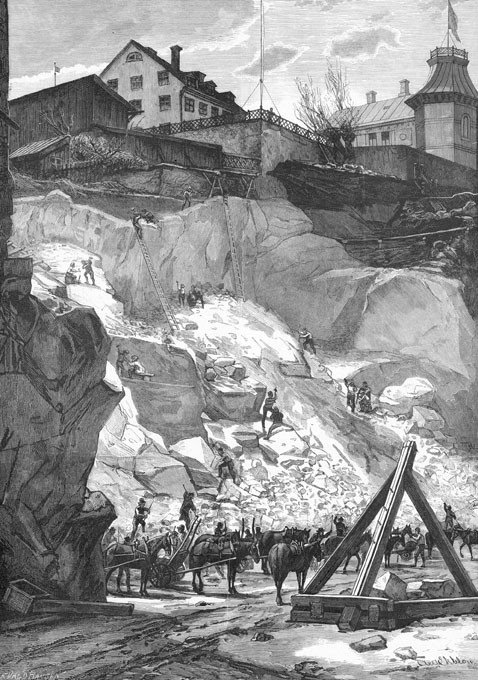
Sprängningsarbeten 1885.

Mariahissens uppgift var att förbinda Mariabergets övre delar med Riddarfjärdens södra strand, där ångsluparna gick i skytteltrafik till Riddarholmen. Kring sekelskiftet 1900 brukade 3 000 personer ta den här vägen varje dag. Den höga tegelfasaden dominerar Söder Mälarstrands östra del, byggnaden står i en utsprängd nisch i berget för att bereda plats för den 28 meter höga hissen.
Mariahissen vid foten av Mariaberget uppfördes åren 1885–1887 efter ritningar av arkitekt Gustaf Dahl. Uppdragsgivaren var revisorn Alban Herlitz. Han stod bakom bolaget Maria Hiss och Magasins AB som köpte tomten vid Söder Mälarstrand. Byggnaden har en nedre tomt vid Söder Mälarstrand 21 och en övre angöring vid Pryssgränd respektive Bellmansgatans norra slut. Tomten vid Söder Mälarstrand fick delvis sprängas in i Mariabergets klippa. Totalt bortsprängdes 22 500 m³ berg innan byggarbetena med huset kunde påbörjas. 
Sprängarbetena illustrerades 1885 av Axel Ekblom och publicerades i Ny Illustrerad Tidning. 1884 upprättades en perspektivritning över den planerade byggnaden av Otto August Mankell. Den färdiga Mariahissen blev mer insprängd i berget än vad ritningen visar, och huset blev snarlik men inte exakt likadan som den färdiga byggnaden.
Gustaf Dahl gav byggnaden en nygotisk stil med spetsbågefönster, tinnar och torn. Bottenvåningens arkadbågar bärs av järnkolonner med dekorativt utformade kapitäl. Stommen uppfördes av murtegel, gjutjärnspelare, järnbalkar och träbjälklag. Hissmaskineriet tillverkades av Bolinders mekaniska verkstad och drevs till en början av en ångmaskin. Det fanns två hisskorgar som rymde 15 personer vardera. Hastigheten var 0,5 meter/sekund. Därutöver fanns två varuhissar med en lyftkapacitet på 1275 respektive 640 kilo. De senare gick dock inte genom hela byggnaden. Till andra moderniteter hörde elektrisk belysning med över 200 glödlampor som matades av en egen ångdriven dynamomaskin. Byggnadens uppvärmning skedde genom centralvärme.
Mariahissens spetsiga torn och gångbryggan i järnfackverk som korsar Bastugatan tillverkades på Atlas verkstäder i Vasastaden. Bryggan sägs ha provbelastats av intagna från Dihlströmska arbetsinrättningen. I byggnaden fanns inte bara en hissanläggning utan även lokaler för olika verksamheter, bland annat ett gymnastikinstitut och konstnärskrogen Du Sûd.

## Originalritningar

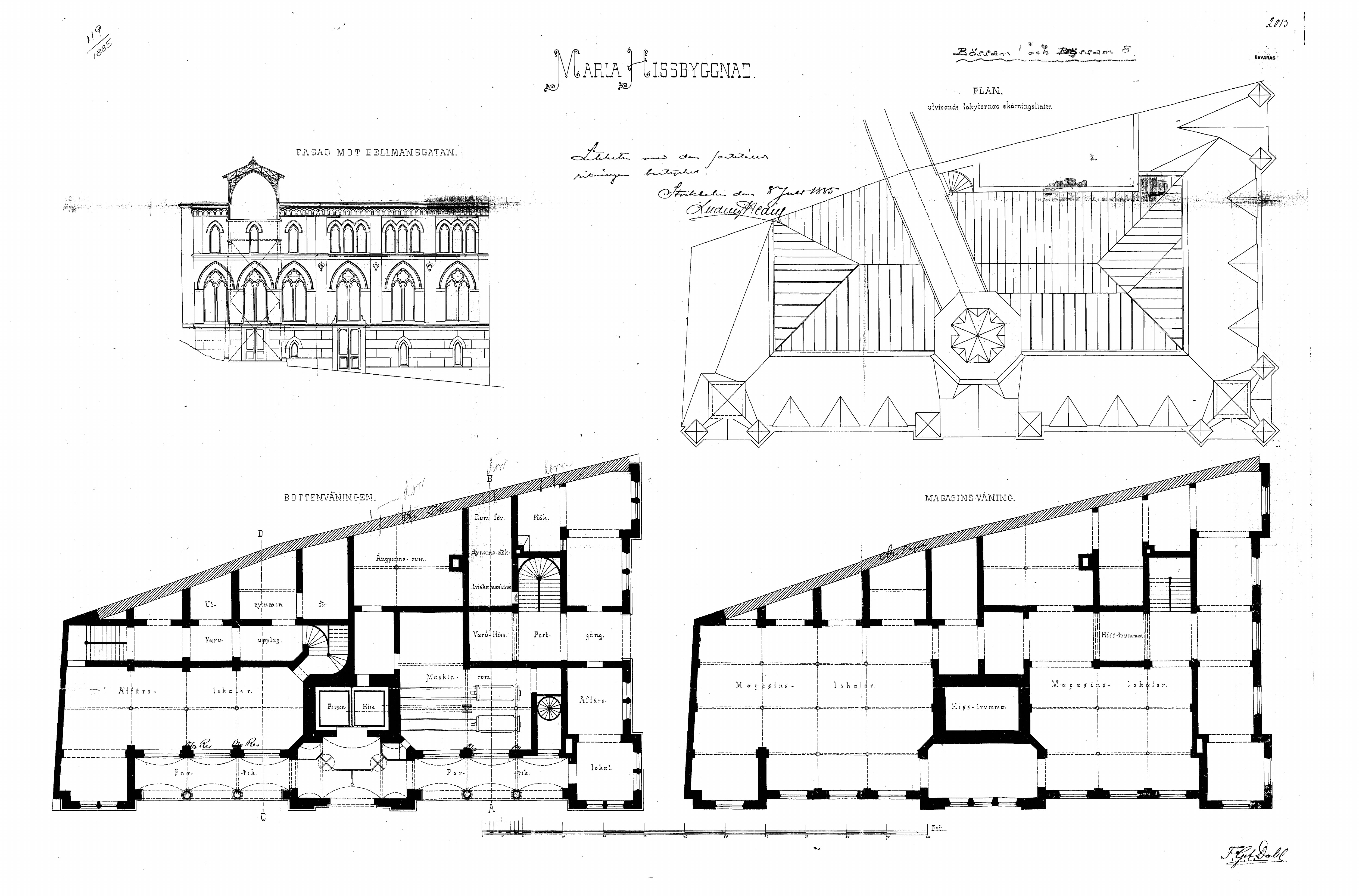
Bottenvåning, magasinsvåning, takplan, fasad mot Bellmansgatan
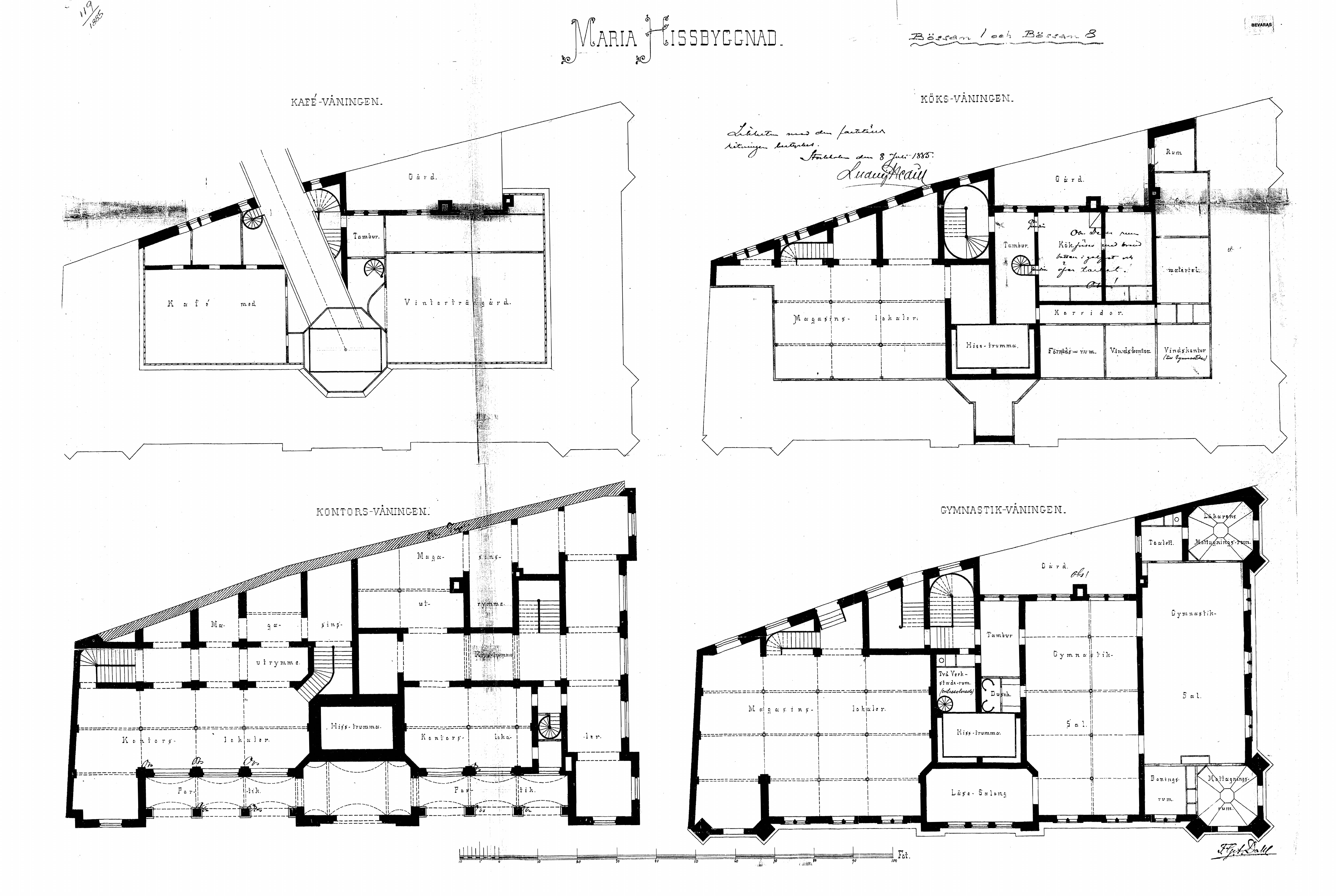
Kontorsvåning, gymnastikvåning, köksvåning, Kafévåning
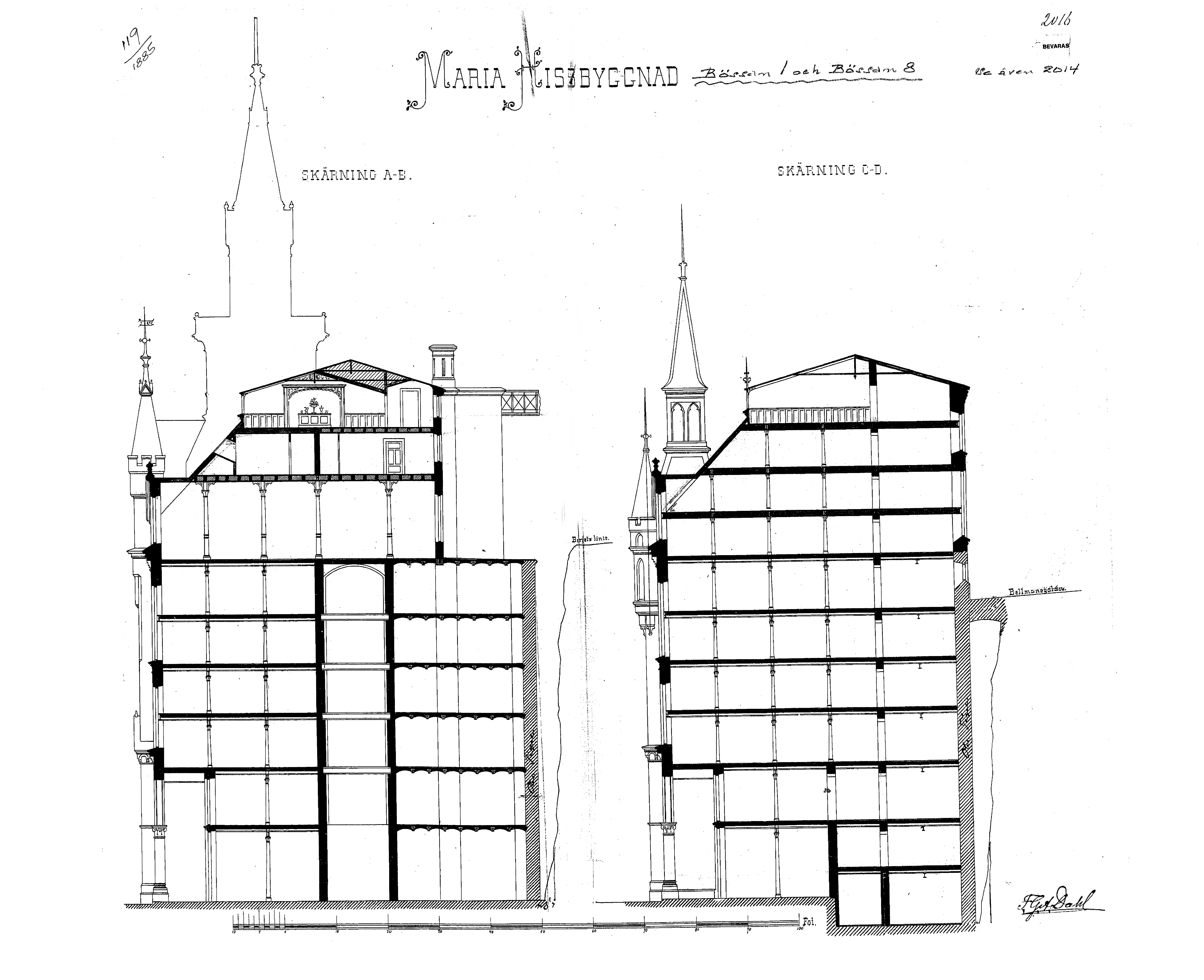
Sektioner
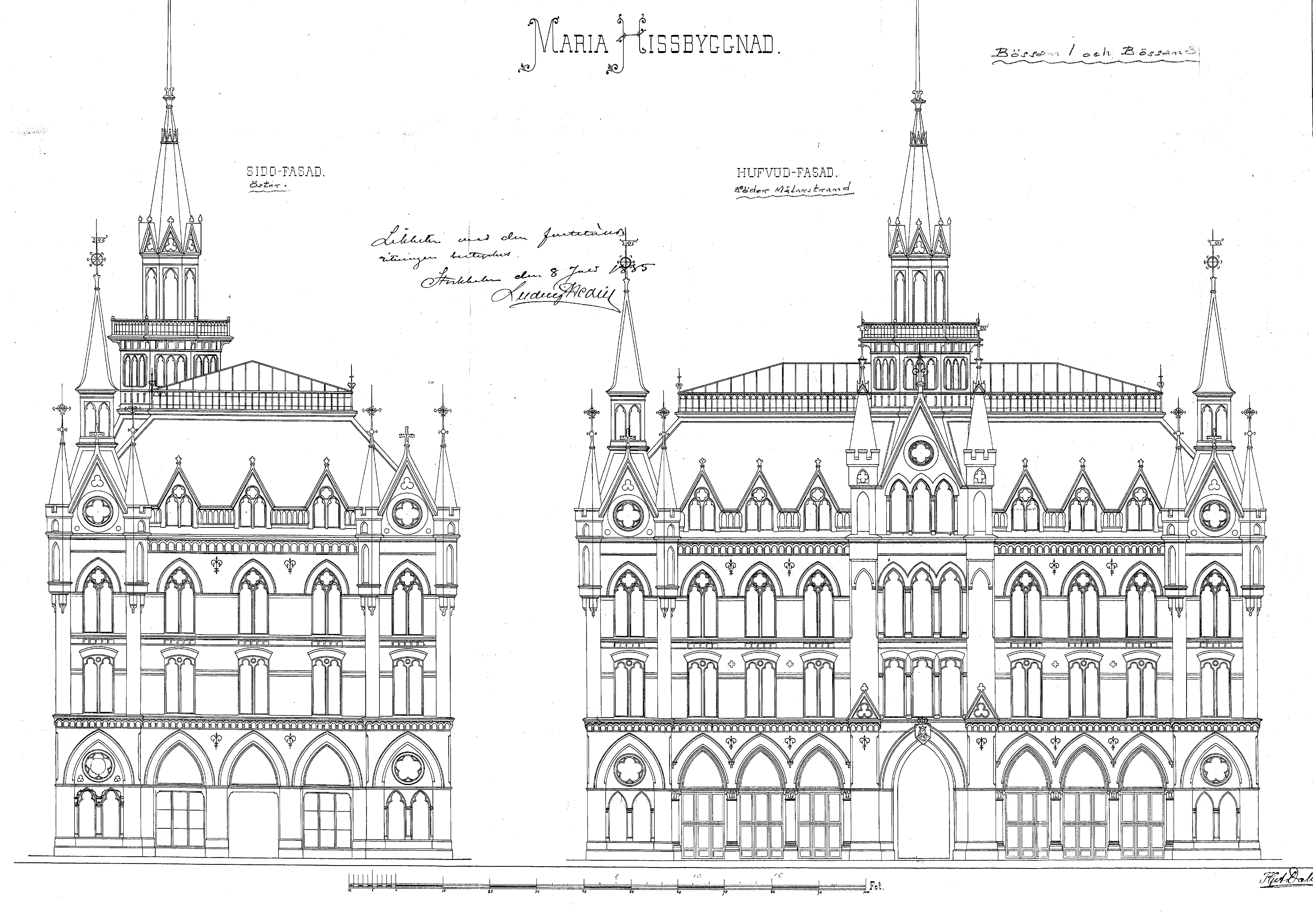
Fasader

## Husets vidare öden
Mariahissen blev aldrig den framgång man hade hoppats på. I takt med att stadens kommunikationer utvecklades, minskade antalet hissresenärer till omkring 50 om dagen och den 8 augusti 1937 lades hisstrafiken ned. Huset blev snabbt förfallet och var under en tid rivningshotat. Fastigheten förvärvades 1961 av Stockholms stad och i mitten av 1970-talet renoverades byggnaden efter ritningar av arkitekt Sune Malmquist. Hissarna samt flera av fönstren byttes och fasaden renoverades. Ett nytt hissmaskineri placerades i det höga mittentornet som hade rivits på 1940-talet men nu återskapats som en exakt kopia. I huset inrymdes under sjuttiotalet en musikscen för dåtidens musikrörelse.  Idag finns här 26 lokaler med en sammanlagd yta om drygt 4 000 m² som nyttjas av bland annat för festlokaler, arkitektföretag, reklambyrå, talarbyrå och handelsbolag. I byggnaden finns två hissar som dock inte är tillgängliga för allmänheten.
Entrén från Söder restaurerades 2002 av Stadsholmen och AIX arkitekter. Portalen av trä och skylten Maria Hissen rekonstruerades då efter äldre ritningar och fotografier.

## Bilder

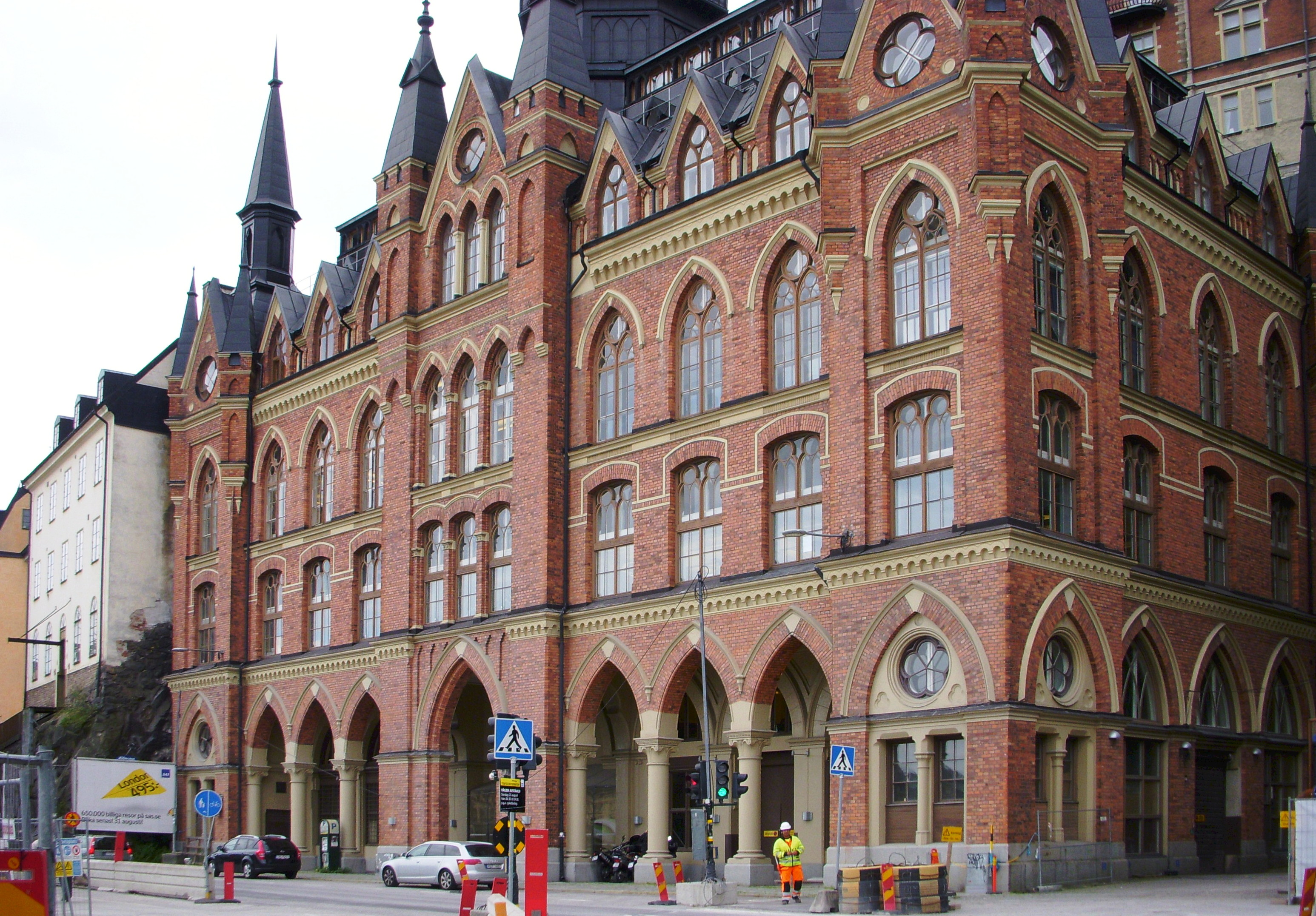
Fasad mot Söder Mälarstrand.
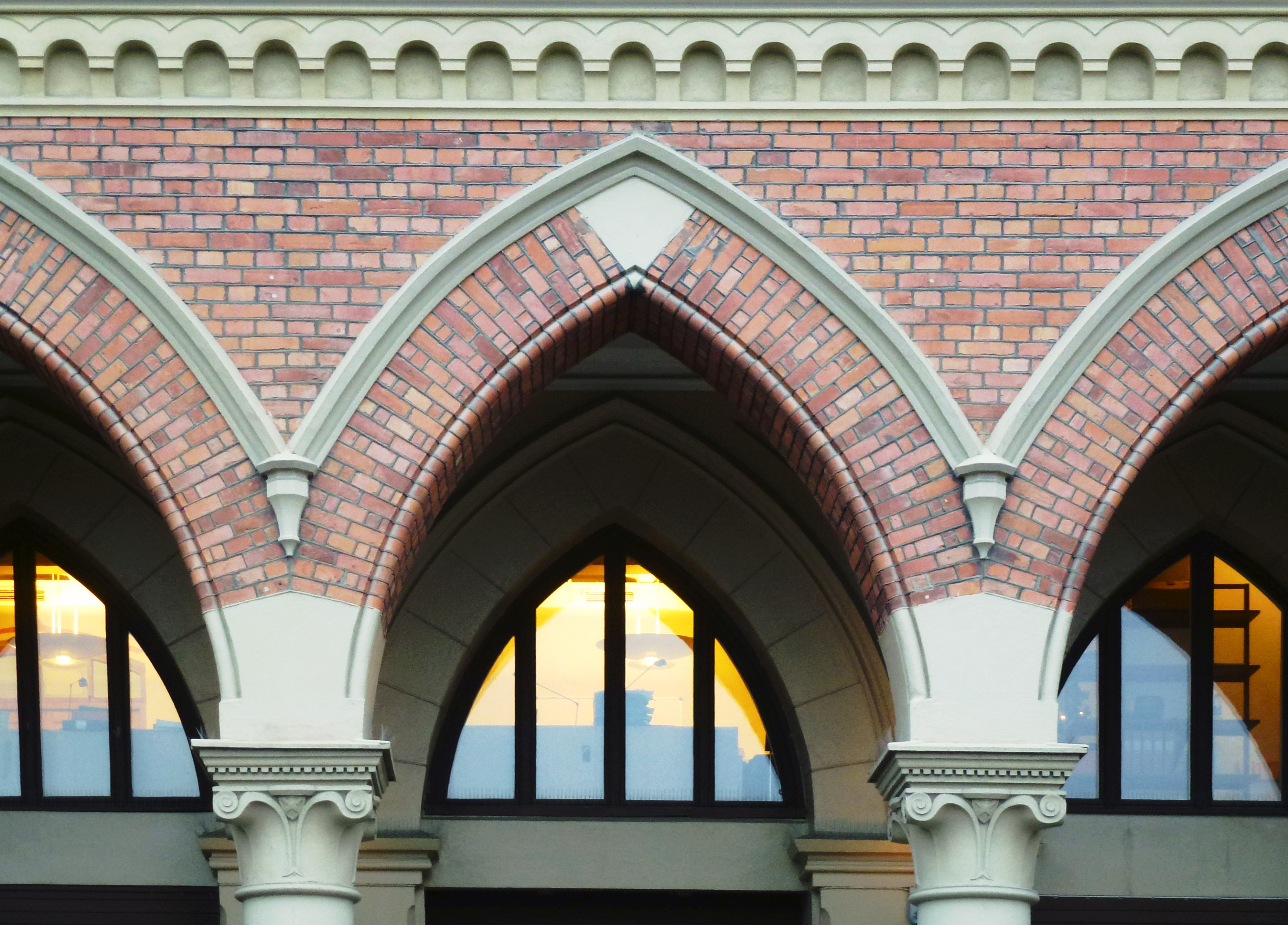
Arkader, vy från Söder Mälarstrand.
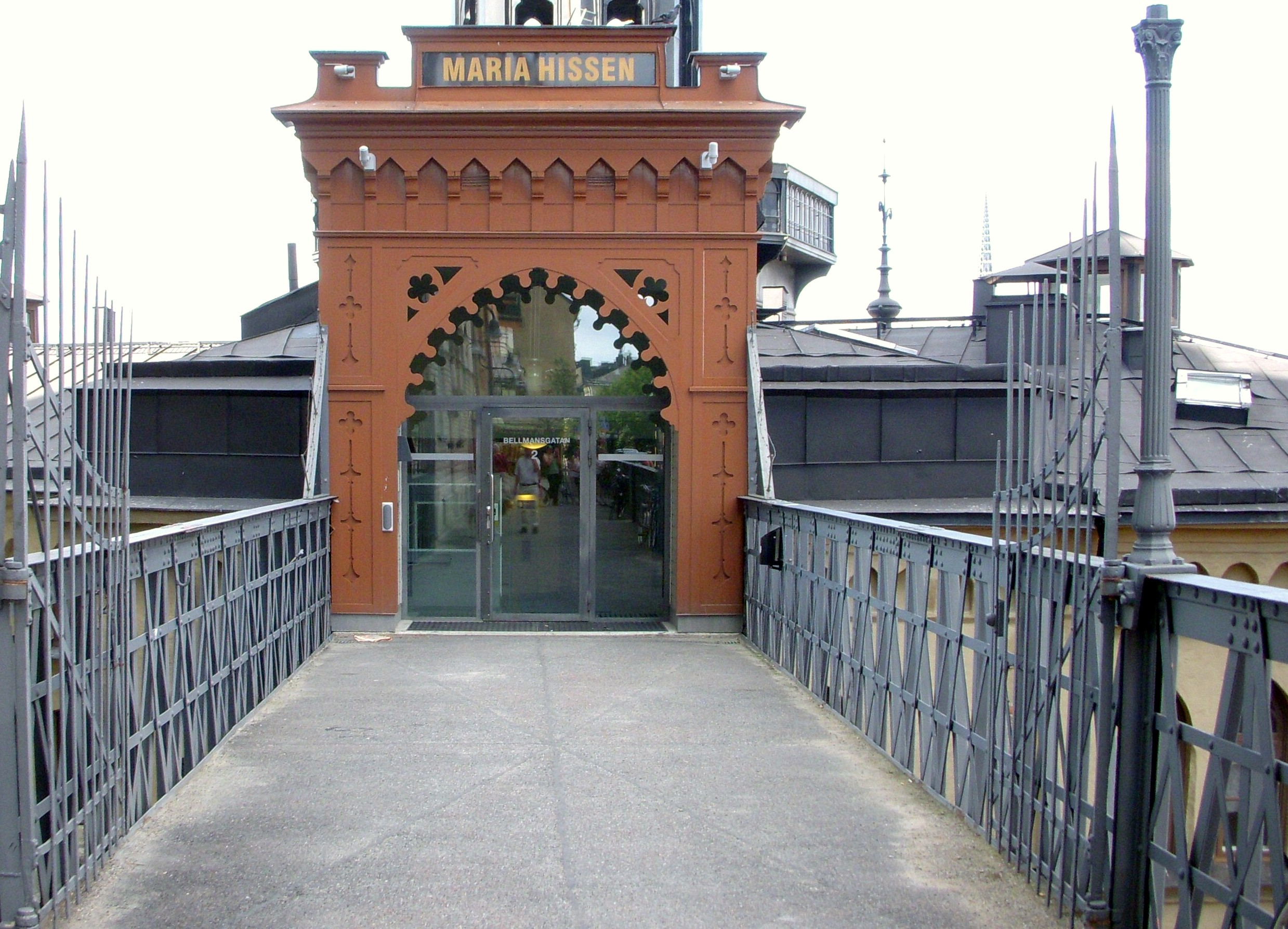
Gångbrygga och entré från Bellmansgatan.
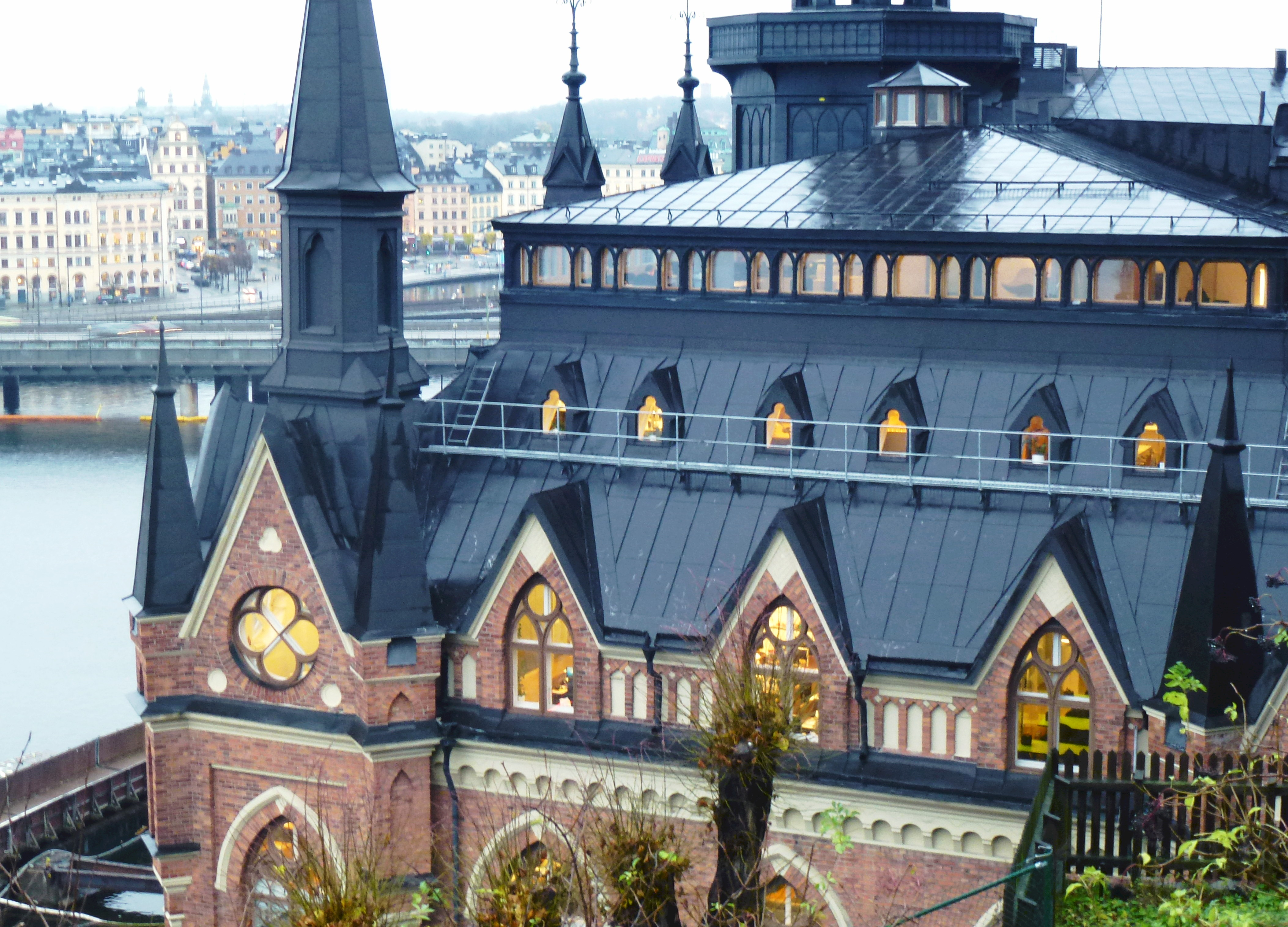
Vy från Monteliusvägen.